# Seznam soch a reliéfů Jiřího Nováka
Seznam soch a reliéfů Jiřího Nováka obsahuje tvorbu Jiřího Nováka umístěnou ve veřejném v českých městech a obcích včetně plastik přemístěných a odstraněných. Seznam, který zahrnuje 31 položek, není úplný.

## Seznam soch a reliéfů
Seznam je řazen podle data vzniku.

| Rok       | Fotografie | Název                                     | Lokace                                                                            | Materiál Technika                     | Galerie                                                                    | Poznámka                                                                                   |
| --------- | ---------- | ----------------------------------------- | --------------------------------------------------------------------------------- | ------------------------------------- | -------------------------------------------------------------------------- | ------------------------------------------------------------------------------------------ |
| 1958      |            | Domovní znamení                           | Praha-Holešovice Ortenovo náměstí 50°6′27,68″ s. š., 14°26′50,55″ v. d.           | keramika                              | Kategorie „Domovní znamení (Jiří Novák)“ na Wikimedia Commons              | Jaro, Léto, Podzim, Zima; č.p. 928/30, 929/31, 930/32, 931/33                              |
| 1958      |            | Světlo a stín (†)                         | Praha-Bubeneč Výstaviště 50°6′31,59″ s. š., 14°25′47,19″ v. d.                    | kov sklolaminát                       |                                                                            | mobilní plastika, u Divadla Spirála, odstraněno                                            |
| 1959      |            | Jeřáb (†)                                 | Praha-Vinohrady Tylovo náměstí 50°4′28,99″ s. š., 14°25′56,23″ v. d.              | laminát                               |                                                                            | součást fontány, plastika odstraněna někdy po roce 1964                                    |
| 1960–1969 |            | Mobil poháněný vodou (†)                  | Kladno                                                                            | kov                                   |                                                                            | mobilní plastika, základní škola, odstraněno                                               |
| 1960–1969 |            | Vlnění                                    | Praha-Podolí Na Hřebenech II 1132/4 50°3′0,81″ s. š., 14°25′33,53″ v. d.          | slitina                               |                                                                            | Česká televize, průčelí, 70 x 105 cm                                                       |
| 1961      |            | Rychlost                                  | Praha-Strašnice V Rybníčkách 1980/31 50°4′15,17″ s. š., 14°30′23,37″ v. d.        | sklolaminát                           | Kategorie „Rychlost (Jiří Novák)“ na Wikimedia Commons                     | 1958–1961, před základní školou                                                            |
| 1964      |            | Portál divadla Semafor (†)                | Praha-Nové Město Václavské náměstí 785/28 50°4′55,7″ s. š., 14°25′28,71″ v. d.    | sklo, kov                             |                                                                            | Palác U Stýblů, odstraněno                                                                 |
| 1964      |            | neuveden                                  | Jablonec nad Nisou Palackého 50°43′59,33″ s. š., 15°10′5,57″ v. d.                | železný a kotlový plech               |                                                                            | mobilní plastika, výška 850 cm, před ředitelstvím Jablonecké bižuterie                     |
| 1967      |            | Plastika pro fotbalový stadion Sparta (†) | Praha-Bubeneč Milady Horákové 1066/98 50°5′59,15″ s. š., 14°24′54,16″ v. d.       | kov                                   |                                                                            | Fotbalový stadion Sparta, zničeno po roce 1990                                             |
| 1968      |            | Vazby                                     | Praha-Braník Filosofská 1166/3 50°1′22,97″ s. š., 14°25′44,58″ v. d.              | slitina železa a hliníku              | Kategorie „Vazby (Jiří Novák)“ na Wikimedia Commons                        | Sídliště Novodvorská, základní škola                                                       |
| 1969      |            | Větrník (†)                               | Praha-Střížkov Rumburská 50°7′23,85″ s. š., 14°29′19,67″ v. d.                    | kov, beton                            |                                                                            | vnitroblok, zaniklo 1980–1989                                                              |
| 1969      |            | Motýlí křídla                             | Liberec Masarykova 50°46′26,47″ s. š., 15°4′5,8″ v. d.                            | kov, laminát                          | Kategorie „Motýlí křídla (Eva Kmentová, Jiří Novák)“ na Wikimedia Commons  | mobilní plastika, s Evou Kmentovou, park na rohu ulic                                      |
| 1972      |            | Dálky                                     | Praha-Lhotka Novodvorská 50°1′29,56″ s. š., 14°26′2,05″ v. d.                     | slitina železa a dalších kovů         | Kategorie „Dálky (Jiří Novák)“ na Wikimedia Commons                        | mobilní plastika, 1969–1972, Sídliště Novodvorská, atrium Kulturního centra                |
| 1972      |            | Vzlet                                     | Praha-Ruzyně Lipská 50°6′54,25″ s. š., 14°17′7,67″ v. d.                          | kov                                   |                                                                            | Kulturní památka rejst. č. ÚSKP 105131, návrh Valerián Karoušek, depozitář GHMP            |
| 1972      |            | Listy ve větru                            | Praha-Střížkov Novoborská 372/8 50°7′36,58″ s. š., 14°29′53,4″ v. d.              | kov                                   | Kategorie „Listy ve větru (Eva Kmentová, Jiří Novák)“ na Wikimedia Commons | s Evou Kmentovou, zahrada bývalé mateřské školy                                            |
| 1973      |            | Aeskulap (†)                              | Praha-Nusle Hvězdova 1601 50°3′4,63″ s. š., 14°26′3,63″ v. d.                     | hliník, železo, skleněná mozaika      |                                                                            | návrh Valerián Karoušek, realizace Jiří Novák, odstraněno 2003                             |
| 1973      |            | Plamen                                    | Kralupy nad Vltavou Generála Klapálka 1916 50°14′19,32″ s. š., 14°18′16,77″ v. d. | beton, železo a slitiny, lakovaný kov | Kategorie „Plamen (Eva Kmentová, Jiří Novák)“ na Wikimedia Commons         | s Evou Kmentovou, výška 450 cm                                                             |
| 1973      |            | Vazby                                     | Podbrezová Kolkáreň 37/49 48°48′36,41″ s. š., 19°31′35,88″ v. d.                  | kov                                   |                                                                            | Kultúrny dom Podbrezová                                                                    |
| 1974      |            | Dekorativní plastika pro Kovofiniš (†)    | Ledeč nad Sázavou Podolí 506 49°41′53,54″ s. š., 15°15′54,64″ v. d.               |                                       |                                                                            | s Evou Kmentovou, zaniklo po 1990 v době privatizace podniku                               |
| 1976      |            | Vlna                                      | Praha-Písnice Libušská 319/126 50°0′5,39″ s. š., 14°28′2,18″ v. d.                | hliník                                | Kategorie „Kovová drapérie - Vlna (Jiří Novák)“ na Wikimedia Commons       | bývalý Masokombinát Písnice, vchod                                                         |
| 1977      |            | Vltava                                    | Praha-Modřany Obchodní náměstí 1590/4 50°0′17,47″ s. š., 14°24′19,57″ v. d.       | hliník                                | Kategorie „Vltava (Jiří Novák)“ na Wikimedia Commons                       | obchodní centrum Vltava                                                                    |
| 1977      |            | Tři náměstkové                            | Jablonec nad Nisou U přehrady 50°44′3,91″ s. š., 15°10′48,21″ v. d.               | uhlíková ocel                         | Kategorie „Větrný mobil (Jiří Novák)“ na Wikimedia Commons                 | mobilní plastika                                                                           |
| 1979      |            | Fontána (†)                               | Praha-Podolí Na Hřebenech II 1132/4 50°3′1,57″ s. š., 14°25′21,84″ v. d.          | kov                                   |                                                                            | Česká televize, několik plastik ve tvaru čoček různé velikosti, odstraněno                 |
| 1981      |            | Přesuvná mříž                             | Praha-Prosek Lovosická 778/2 50°7′26,02″ s. š., 14°30′20,53″ v. d.                | hliník                                | Kategorie „Přesuvná mříž (Jiří Novák)“ na Wikimedia Commons                | mobilní plastika, 400x280x60 cm                                                            |
| 1983      |            | Odrazy (†)                                | Praha-Horní Počernice Mezilesí, u čp. 2060/4 50°6′43,57″ s. š., 14°36′1,78″ v. d. | kov, potaženo bronzovým plechem       |                                                                            | mobilní plastika, fontána, s Jiřím Korcem, odstraněno kolem roku 2005, bazén roku 2009     |
| 1983      |            | Emblém ČT                                 | Praha-Podolí Na Hřebenech II 1132/4 50°3′2,97″ s. š., 14°25′32,44″ v. d.          | hliník                                | Kategorie „Emblém ČT (Jiří Novák)“ na Wikimedia Commons                    | Česká televize, 2 emblémy na pilířích před budovou                                         |
| 1983      |            | Vodní mobil (†)                           | Praha-Háje Mendelova 50°1′58,89″ s. š., 14°31′54,92″ v. d.                        |                                       |                                                                            | mobilní plastika, s Alešem Bořkovcem, zaniklo před rokem 1990, na místě vzniklo nové pítko |
| 1985      |            | Oheň a voda                               | Rudná Masarykova 963/232 50°1′34,74″ s. š., 14°12′35,36″ v. d.                    | nerez plech a beton                   |                                                                            | Ředitelství silnic a dálnic ČR, původně na dálničním odpočívadle před Berounem             |
| 1985      |            | Motýli                                    | Praha-Stodůlky Janského 2189/18 50°2′19,23″ s. š., 14°20′36,61″ v. d.             | nerez                                 | Kategorie „Motýli (Jiří Novák)“ na Wikimedia Commons                       | základní škola                                                                             |
| 1987      |            | Křídla                                    | Praha-Žižkov Hartigova 1956/214 50°5′31,64″ s. š., 14°29′19,96″ v. d.             | slitiny železa                        | Kategorie „Křídla (Jiří Novák)“ na Wikimedia Commons                       | bývalá ubytovna Federálního ministerstva dopravy a spojů                                   |
| 1989      |            | Pohyb (†)                                 | Praha-Hlubočepy Tilleho náměstí 50°2′1,71″ s. š., 14°22′36,59″ v. d.              | korozivzdorná ocel                    |                                                                            | Sídliště Barrandov, s Hugo Demartinim                                                      |